# Neusilberhoffnung
Neusilberhoffnung ist ein stillgelegtes Bergwerk am Hundsmarter bei Pöhla im Bergbaurevier Schwarzenberg im sächsischen Erzgebirge, das bis 1924 betrieben, und in dem hauptsächlich Kalk und Eisenerz abgebaut wurde.

## Geographie

### Lage
Die Stollmundlöcher, der ehemalige Kalkbruch und die Tagesanlagen der Grube liegen etwa 500 m nordnordöstlich des Pöhlaer Friedhofs.

### Geologie
Es handelt sich um ein 16–30 m mächtiges Gesteinspaket aus zwei Lagern aus Dolomitmarmor, die in ihrem Liegenden einen mit Magnetit vererzten Pyroxen-Skarn führen. Die Lager streichen 45–60° NE-SW und fallen mit 15–25° nach SE ein. Das obere Magnetitlager erreicht Mächtigkeiten bis 2,5 m und das untere Magnetitlager zwischen 1,5 und 2 m. Das obere Lager ist im Ausstrich nur schwach vererzt. Die Erzführung nimmt aber nach der Teufe zu. Das untere Lager war im Ausstrich mit silberhaltigen Galenit und Sphalerit vererzt. Die Vererzung wurde durch eine übersetzende Störung verursacht. Während die Galenitvererzung in der Teufe schnell aussetzte, zog sich die Sphaleritvererzung weiter in die Teufe und wurde dann von einer Magnetitvererzung abgelöst. Weitere die Lager durchsetzende Störungen führten punktuell zu Vererzungen mit Arsenopyrit, Pyrit und Chalkopyrit.

## Geschichte

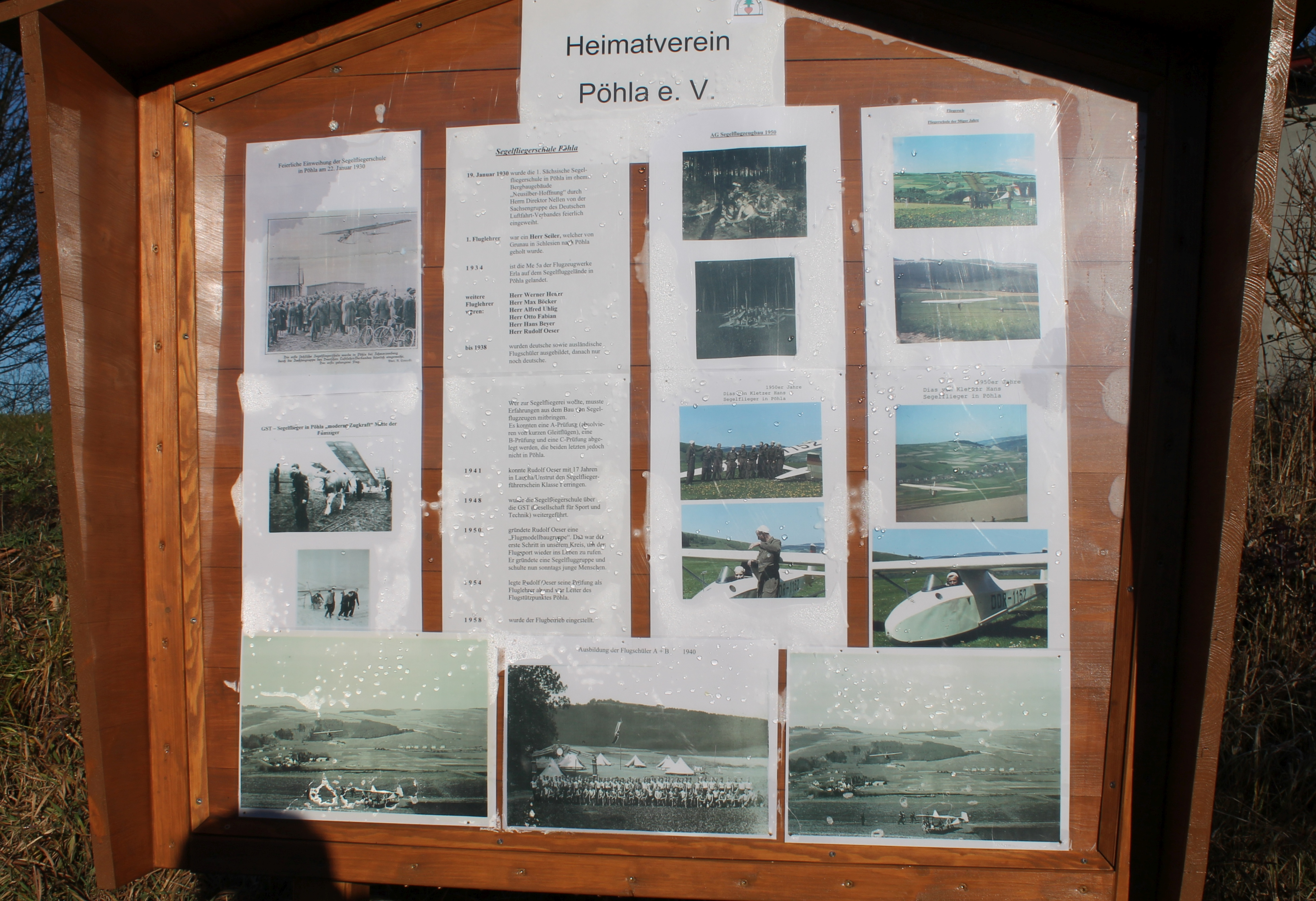
Schautafel am Standort der Tagesanlagen

Die Fundgrube Neu-Silberhoffnung wurde am 2. April 1827 an den Besitzer des Hammerwerkes Pfeilhammer, Carl Ludwig von Elterlein als Eigenlehnergrube verliehen. Im ersten Jahr wurden schon 480 Gramm Silber gefördert. Daneben brachte die Grube noch Blei aus. Erst durch den Abbau entdeckte man die Magnetitführung der Lagerstätte. Schon ab 1830 wurde allerdings kein Silber mehr ausgebracht. Durch Finanzministerialverfügung vom 2. März 1833 erhielt die Grube 150 Taler Vorschuss. 1837 wurde ein Kunstrad mit einem Durchmesser von 17 Fuß (4,80 m) errichtet und ein Feldgestänge von 63 Ellen Länge (35,7 m) zu dem neu geteuften, 12 Lachter (24 m) tiefen Tage- und Kunstschacht gebaut. Am 18. Januar 1841 ging der Kunstschacht auf einer Länge von 10,6 m von über Tage zu Bruch. Er wurde daraufhin ausgemauert. Bei der Aufwältigung des Bruches kam es am 20. Januar 1841 zu einem Nachbruch, bei dem die Berghäuer Carl Heinrich Pfab und Carl August Weigel tödlich verunglückten.
Im Juli 1846 übernahm die Firma Porst & Co. das Werk in Pfeilhammer und auch die Grube Neu-Silberhoffnung. Der Grubenbetrieb wurde intensiviert. Zeitweise waren 17 Arbeitskräfte beschäftigt. Der Betrieb kam allerdings nie ohne Zubuße aus. 1863 wurde der Betrieb eingestellt.
1868 begann man mit einem Arbeiter und einem Steiger den Stolln instand zu setzen. Am 1. Mai 1871 übernahm die Königin Marienhütte in Cainsdorf der Deutschen Reichs- und Continental-Eisenbahnbau-Gesellschaft zu Berlin die Grube. Im selben Jahr wurde die Magnetitförderung mit 18 Arbeitskräften wiederaufgenommen. 1894 wurde der Grubenbetrieb vorübergehend eingestellt. Seit 1871 wurden bis dahin 19.516 Tonnen Magnetit und 165,5 Tonnen Kalkstein abgebaut. Die höchste Förderung mit 1761 Tonnen Magnetit wurde 1883 ausgebracht.
1897 wurde die Förderung wiederaufgenommen. Allerdings wurde die Grube schon 1902 wieder in die Frist gesetzt. Bis dahin wurden noch einmal 4723 Tonnen Magnetit gefördert. Ab dem 1. April 1907 wurde mit Aufwältigungsarbeiten in der Grube begonnen und 1909 der Maschinenschacht neu ausgebaut. Danach ruhte der Betrieb wieder.
Ein für 1911 geplanter Verkauf der Grube scheiterte. Am 19. Juli 1912 stellte die Königin Marienhütte erneut ein Fristgesuch. Im November 1913 stürzte ein Ochse in den offenen alten Kunstschacht, der daraufhin abgedeckt wurde. Am 14. Januar 1914 kam es zum Schachtbruch des Maschinenschachtes. Der auf der Stollnsohle verbühnte Schacht wurde daraufhin verfüllt. Nach der Übernahme der Königin Marienhütte im August 1916 durch die Sächsischen Gußstahlwerke Döhlen wurden diese neuer Eigentümer der Grube. Am 20. Mai 1917 stellte die Grube Herkules–Frisch Glück in Waschleithe beim Oberbergamt eine Anfrage zur Übernahme der Grube, um Kalk und Magnetit abzubauen. Am 26. Mai 1917 drohte das Oberbergamt der Gussstahlfabrik mit der Entziehung des Bergbaurechtes. Man warf dem Unternehmen vor, nichts für die Förderung des kriegswichtigen Eisens zu tun. Am 17. Juni 1918 wurde daraufhin der Betrieb mit drei Mann Belegschaft wiederaufgenommen und der Maschinenschacht aufgewältigt. Wenige Tage nach dem Abschluss der Arbeiten kam es am 31. Oktober 1918 erneut zum Schachtbruch. Daraufhin wurde der Schacht abgedeckt und die Arbeiten eingestellt. Im April 1919 wurden der Stolln und im August 1919 der Maschinenschacht aufgewältigt. 1920 begann man mit der Sümpfung der Grubenbaue. Am 15. Februar 1921 wurde zur Erweiterung des Grubenfeldes eine Fläche von 34.316 m2 neu gemutet. Das Grubenfeld hatte damit eine Fläche von 73.916 m2. Der Maschinenschacht wurde bis zur tiefsten Sohle, der 58-Lachter-Strecke, aufgewältigt und eine elektrische Fördermaschine von der Anna Fundgrube in Straßberg aufgestellt. 1921 begann die Magnetitförderung. Da aufgrund der hohen finanziellen Belastung kaum Ausrichtungsarbeiten durchgeführt wurden, war eine Einstellung der Förderung absehbar. Im September 1924 wurde der Betrieb eingestellt und die Grube wieder in Frist gesetzt. Bis dahin wurden 2522 Tonnen Magnetit und 208 Tonnen Kalkstein gefördert. Der Maschinenschacht wurde bis zu dem in 12 m Teufe befindlichen Wasserlauf verfüllt. Am 10. September wurden 68.916 m2 des Grubenfeldes losgesagt. Es blieb nur noch eine Restfläche von 5.000 m2 bergrechtlich im Besitz der Gußstahlwerke. Im August 1928 übernahm die Sachsengruppe des Deutschen Luftfahrtverbandes e.V. (DLVeV) das Grubengelände. Zuständig war die Segelfliegerschule Schwarzenberg-Raschau des DLVeV. Nach der Liquidation der Segelfliegerschule wurden im September 1934 das Bergbaurecht aufgegeben und im Januar 1935 die Grubenrechte gelöscht. 1935 wurde das Grubenfeld durch die Staatliche Lagerstätten-Forschungsstelle Freiberg untersucht. Nach einer geophysikalischen Untersuchung 1936 wurde die Lagerstätte als Kleinstlagerstätte eingestuft und die Aufnahme des Bergbaus zurückgestellt.

### Nachnutzung
Die ehemaligen Tagesanlagen (Huthaus, Schmiede und Autogaragen) wurden danach als Segelfliegerschule für Jungflieger für den Obererzgebirgischen Verein für Luftfahrt ausgebaut und darin 1928 die Sächsische Segelfliegerschule Schwarzenberg-Pöhla gegründet, die bis zum Ausbruch des Zweiten Weltkrieges genutzt wurde.
Die Segelfliegerschule wurde bis 1958 betrieben; später wurden die Gebäude abgerissen und mit Garagen überbaut. Die Fundamente des Huthauses sind erhalten und dienen als Fundament einer der Garagen.